# Do You Want to Know a Secret
Do You Want to Know a Secret è un brano dei Beatles del 1963, presente nell'album Please Please Me, cantato da George Harrison.

## Composizione
John Lennon è stato il principale autore della canzone. Egli ha preso spunto dalla canzone I'm Wishing, tratta da Biancaneve e i sette nani, che gli veniva cantata dalla madre Julia quando era piccolo. Paul McCartney ha affermato di aver contribuito alla canzone, non precisando esattamente dove. Venne data a George Harrison per le sue scarse qualità vocali, le quali secondo Lennon sono migliorate nel tempo. Insieme ad I'm Happy Just to Dance with You, è stata l'unica canzone del duo compositivo Lennon-McCartney, all'epoca ancora McCartney - Lennon, ad essere destinata a George.

## Registrazione
È stata registrata, assieme a quasi tutti i pezzi dell'album Please Please Me, l'11 febbraio 1963, in otto takes. L'ultima è stata considerata migliore, sebbene contenga delle imperfezioni:
- nel secondo ritornello, George inizia a intonare il controcanto, correggendosi alla prima sillaba
- due volte Paul McCartney stona col basso
- una volta Harrison stona con la voce
- nel secondo ritornello, Harrison sbaglia una parola[1]

## Cover
Nel 1966 i Billy J. Kramer with the Dakotas incisero una cover del brano; successivamente vi fu anche una versione di Mike Redway.

## Formazione
- George Harrison: voce e chitarra solista
- Paul McCartney: basso, coro
- John Lennon: chitarra ritmica, coro
- Ringo Starr: batteria